# HD 149026 b
HD 149026 b (Смертриос) — экзопланета у звезды HD 149026, находящаяся на расстоянии приблизительно 257 световых лет от Солнца в созвездии Геркулеса. Планета была обнаружена транзитным методом. Её особенностью является то, что, согласно расчётам, планета имеет необычно большое ядро. Названа по имени галльского бога войны Smertrios или Smertrius.

## Открытие
Планета была открыта N2K Consortium в 2005 году, который исследовал звёзды на предмет наличия у них планет с малым радиусом орбиты, таких как 51 Пегаса b. Открытие было сделано с помощью метода Доплера. После того, как планета была зарегистрирована по наличию эффекта Доплера, её существование было подтверждено последующим транзитом. Небольшое снижение яркости звезды (равное 0,003 звёздной величины), регистрировалось каждый раз, когда планета проходила по диску звезды.
Хотя снижение яркости, вызываемое прохождением планеты, совсем небольшое, оно может быть замечено астрономами-любителями, что в своё время позволило сделать важный вклад. Действительно, одному астроному-любителю (Рон Биссинджер) удалось зарегистрировать частичный транзит планеты за день до того, как открытие было опубликовано.

## Физические характеристики

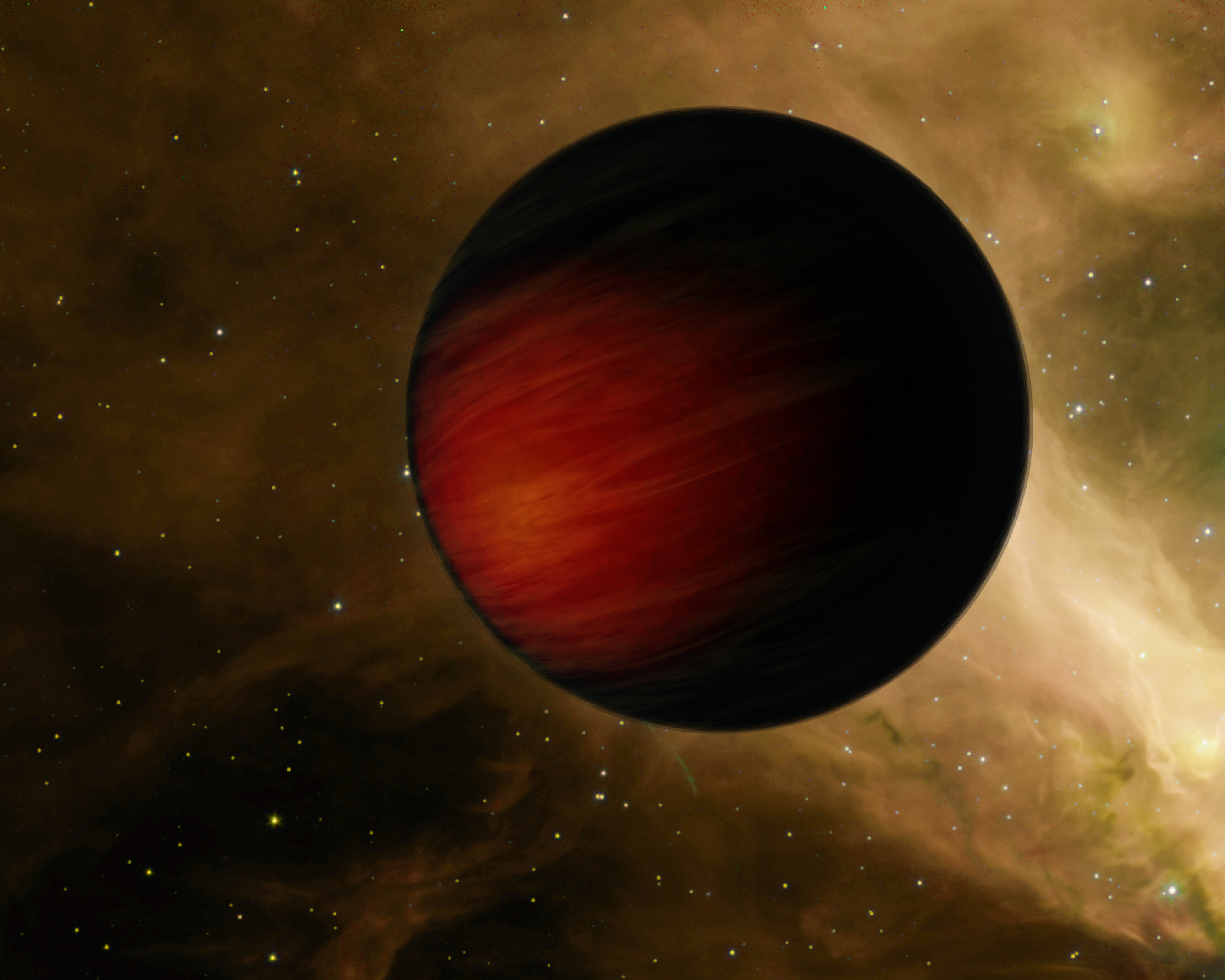
HD 149026 b в представлении художника.

Один оборот HD 149026 b вокруг звезды занимает немногим меньше трёх Земных суток. Масса планеты сопоставима с массой Сатурна, хотя значительно меньше его по размерам, что свидетельствует о высокой плотности вещества. Это выделяет её из ряда так называемых «горячих Юпитеров» и даёт основания говорить о необычном химическом составе планеты.
Как утверждают исследователи, существенный разброс температур является прямым следствием необычных свойств атмосферы. Атмосфера планеты сильно разогревается, так как поглощает больше тепла, чем отдаёт. По некоторым оценкам, температура освещённой стороны планеты достигает 2 300 ± 200 К, что примерно равно температуре кипения кремния и намного выше температуры плавления железа. Температура в атмосфере Смертриоса достигает 2700 градусов по Фаренгейту (1425 градусов по Цельсию), что в три раза выше, чем температура на поверхности Венеры — самой горячей планеты Солнечной системы. HD 149026 b это самая богатая металлами планета-гигант, с оценочным содержанием тяжёлых элементов 66 ± 2% по массе. В атмосфере Смертриоса космический телескоп Джеймса Уэбба обнаружил высокие концентрации углерода и кислорода. Атмосфера Смертриоса содержит в 27 раз больше тяжёлых элементов по сравнению с водородом и гелием, которые преобладают в атмосфере Сатурн. Атмосферная металличность Смертриоса в 59—276 раз солнечную, что больше, чем атмосферная металличность Сатурна примерно в 7,5 раза. Отношение углерода к кислороду в атмосфере Смертриоса это около 0,84 — выше, чем на Солнце, где на каждые два атома кислорода приходится чуть больше одного атома углерода (0,55).
Альбедо планеты не измерялось напрямую. Приводились приблизительные значения (~0,3), полученные путём усреднения значений, характерных для IV и V классов по классификации Сударского. Однако высокая температура планеты вынудила учёных отказаться от таких оценок. Предположительно, планета поглощает практически весь свет, получаемый ею от звезды, следовательно, альбедо планеты практически равно нулю, как и у Осириса.
Отношение радиуса планеты к радиусу звезды оценивается равным 0,05158 ± 0,00077. В настоящее время более точное измерение радиуса Смертриоса затрудняется тем, что невозможно с уверенностью назвать радиус самой звезды.